# Цайтнот
Цайтнот (от немски: Zeit – „време“, Not – „необходимост“) е термин от шахмата, игран за време, с който означава ситуация, когато играчът има малко и недостатъчно време да завърши ходовете си. Когато е принуден да играе бързо, вероятността играчът да допусне грешка се увеличава, поради което работата с часовник е важен аспект от играта на шах. Последният ход при партия, която се играе за ограничено време, е особено рисков за грешки, ако играчът има само няколко секунди, за да го изиграе, и много игри са загубени заради лошо управление на времето и под напрежение.
На български терминът „цайтнот“ е навлязъл като израз и в разговорната реч („в цайтнот съм“).
|  | Тази страница частично или изцяло представлява превод на страницата Time trouble в Уикипедия на английски. Оригиналният текст, както и този превод, са защитени от Лиценза „Криейтив Комънс – Признание – Споделяне на споделеното“, а за съдържание, създадено преди юни 2009 година – от Лиценза за свободна документация на ГНУ. Прегледайте историята на редакциите на оригиналната страница, както и на преводната страница, за да видите списъка на съавторите. ВАЖНО: Този шаблон се отнася единствено до авторските права върху съдържанието на статията. Добавянето му не отменя изискването да се посочват конкретни източници на твърденията, които да бъдат благонадеждни. |